# Phrynarachne decipiens
Phrynarachne decipiens är en spindelart som först beskrevs av den skotske ornitologen och botanikern Forbes 1883.  Phrynarachne decipiens ingår i släktet Phrynarachne och familjen krabbspindlar. P. är en tropisk art av krabbspindel som förekommer i Sydostasien, Malaysia, Sumatra och Java.
Inga underarter finns listade i Catalogue of Life.
P. decipiens efterliknar fågelspillning för att komma sina byten bland nattfjärilarna närmare. Det är en form av mimikry som kallas Peckhams mimikry, eller aggressiv mimikry.